# Tomasz Mikulski
Tomasz Mikulski (Varsó, 1968. június 21. –) lengyel nemzetközi labdarúgó-játékvezető.

## Pályafutása

### Labdarúgóként
Fiatalon kezdett labdarúgó pályafutása végén az első Ligás Lublin ZPN egyesületben rúgta a labdát.

### Labdarúgó-játékvezetőként

#### Nemzeti játékvezetés
1993-ban lett az I. liga labdarúgó bajnokság játékvezetője. 2009-től hazájában, megelőzve Jacek Granata Mikulskit, abszolút csúcstartó az első Ligás mérkőzések irányításában. Első ligás mérkőzéseinek száma: 196.
| Időpont | Helyszín               | Mérkőzés típusa         | Mérkőzés           |
| ------- | ---------------------- | ----------------------- | ------------------ |
| 1994    | Városi Stadion, Widzew | első I. Ligás mérkőzése | Łódź–Falcon Pniewy |

#### Nemzetközi játékvezetés
A Lengyel labdarúgó-szövetség Játékvezető Bizottsága (JB) 1995-től terjesztette fel nemzetközi játékvezetőnek, a Nemzetközi Labdarúgó-szövetség (FIFA) bíróinak keretébe. Több nemzetek közötti válogatott és klubmérkőzést vezetett. A lengyel nemzetközi játékvezetők rangsorában, a világbajnokság-Európa-bajnokság sorrendjében többedmagával a 4. helyet foglalja el 8 találkozó szolgálatával. Az UEFA JB a 3. kategóriába sorolta és foglalkoztatta. Az aktív nemzetközi játékvezetéstől 2011-ben búcsúzott.

##### Világbajnokság
Három világbajnoki döntőhöz vezető úton Dél-Koreába és Japánba a XVII., a 2002-es labdarúgó-világbajnokságra, Németországba a XVIII., a 2006-os labdarúgó-világbajnokságra illetve Dél-Afrikába a XIX., a 2010-es labdarúgó-világbajnokságra a FIFA JB bíróként alkalmazta.
| Időpont           | Helyszín                    | Mérkőzés típusa           | Mérkőzés               | Eredmény | Nézők száma |
| ----------------- | --------------------------- | ------------------------- | ---------------------- | -------- | ----------- |
| 2001-03-28.       | Tsirion Stadion, Limassol   | előselejtező (2. csoport) | Ciprus–Észtország      | 2 : 2    | 3 000       |
| 2005. június 4.   | Republican Stadion, Jereván | előselejtező (1. csoport) | Örményország–Macedónia | 1 : 2    | 2 870       |
| 2009. március 28. | Nemzeti Stadion, Ta’ Qali   | előselejtező (1. csoport) | Málta–Dánia            | 0 : 3    | 6 235       |

##### Európa-bajnokság
Négy európai-labdarúgó torna döntőjéhez vezető úton Belgiumba és Hollandiába a XI., a 2000-es labdarúgó-Európa-bajnokságra, Portugáliába a XII., a 2004-es labdarúgó-Európa-bajnokságra, Ausztriába és Svájcba a XIII., a 2008-as labdarúgó-Európa-bajnokságra valamint Ukrajnába és Lengyelországba a XIV., a 2012-es labdarúgó-Európa-bajnokságra az UEFA JB játékvezetőként foglalkoztatta.
| Időpont              | Helyszín                           | Mérkőzés típusa            | Mérkőzés                   | Eredmény | Nézők száma |
| -------------------- | ---------------------------------- | -------------------------- | -------------------------- | -------- | ----------- |
| 1998. augusztus 19.  | Koševo Stadion, Szarajevó          | előselejtező (9. csoport)  | Bosznia-Hercegovina–Feröer | 1 : 0    | 20 000      |
| 2003. június 7.      | Lansdowne Road Stadion, Dublin     | előselejtező (10. csoport) | Írország–Albánia           | 2 : 1    | 33 000      |
| 2003. szeptember 10. | Comunal de Aixovall Stadion, Vella | előselejtező (8. csoport)  | Andorra–Bulgária           | 0 : 3    | 450         |
| 2007. november 21.   | GSP Stadion, Nicosia               | előselejtező (E. csoport)  | Izrael–Macedónia           | 1 : 0    | 2 800       |
| 2010-10-12.          | Hanrapetakan Stadion, Jereván      | előselejtező (B. csoport)  | Örményország–Andorra       | 4 : 0    | 11 000      |

##### Nemzetközi kupamérkőzések

###### Európa Liga
| Időpont          | Helyszín                     | Mérkőzés típusa | Mérkőzés               | Eredmény |
| ---------------- | ---------------------------- | --------------- | ---------------------- | -------- |
| 2010. július 22. | Ljudski vrt Stadion, Maribor | előselejtező    | NK Maribor–Videoton FC | 2 : 0    |